# 盧綰
盧 綰（ろ わん、拼音：Lú Wǎn、紀元前256年若しくは紀元前247年 - 紀元前194年）は、秦末から前漢初期にかけての武将。前漢初期の燕王。

## 生涯
劉邦と蕭何とおなじ泗水郡沛県豊邑中陽里の人。
盧綰の父親と劉太公が親友付き合いをしており、また、盧綰が劉邦と同じ日に生まれたことから、彼らの息子である二人も竹馬の友として育った。平民時代の劉邦が罪を犯して逃亡した際も、盧綰は劉邦と行動をともにしたという。二人の親友付き合いは、劉邦が皇帝になってからも続き、劉邦の臣下では唯一盧綰のみが、劉邦の寝室に自由に出入りすることが許されたという。
劉邦が反秦の挙兵をした際も、盧綰はこれに従い、各地を転戦した。楚漢戦争の時には、劉賈（劉邦の従兄）とともに命を受けて、昌邑で彭越と合流し、楚軍の補給基地を襲撃し、これに成功している。このために項羽は食料難に陥り、最後まで悩むことになる。
紀元前202年、劉邦が帝位について間もなく、燕王臧荼が反乱を起こして敗死すると、当時、太尉（軍事担当宰相）だった盧綰が後任の燕王に封建された。
だが、紀元前195年、英布討伐の際の負傷が原因で体調を崩している劉邦に盧綰が謀反を企てているとの告発が行われ、盧綰はこれまでの「皇帝陛下の第一の親友」から「謀反人」になってしまう。そのために劉邦は、これも盧綰の親友の一人であった樊噲に燕討伐の大将に命じた。しかし、盧綰は、「陛下は、病気のせいで気が動転されているだけだ。陛下の病が本復されたら、わしはいの一番に詫びを入れるつもりだ。さすれば、陛下は直ちにわしをお赦しになるだろう」と、劉邦のことをいつまでも信じていた。
しかし、同年夏に劉邦が未央宮で没し、太子の劉盈（恵帝）が即位した。この報を聞いた盧綰は、今まで諸侯王廃絶政策に大きな役割を果たしてきた呂雉が皇太后として後見し実権を握ることを知ると、もはやこれまでと匈奴の元へ亡命する。
匈奴の冒頓単于は盧綰を歓迎し、「東胡の盧王」に封建するも、一年余で盧綰は病死した。
やがて、呂雉の時代に盧綰の妻子は漢が恋しくなり、紀元前180年に秘かに匈奴から脱出した。その時の呂雉は重病だったが、盧綰の妻子を赦し、間もなく死去した。それを追うように盧綰の妻も病にかかり、亡くなった。
紀元前144年、盧綰の孫である盧他之は匈奴の東胡王であったが、漢に帰順した。景帝は盧他之を亜谷侯に封じた。

## 盧綰を題材とした作品
- 長城のかげ　表題作「長城のかげ」　（小説、宮城谷昌光、文藝春秋)
- レッドドラゴン (漫画、池野雅博、 月刊少年エース)
- 沙流譚—漢書— (漫画、石ノ森章太郎)